# San Salvatore in Campo
San Salvatore in Campo är en kyrkobyggnad i Rom, helgad åt Frälsaren, italienska Salvatore. Kyrkan är belägen i rione Regola. Campo kan syfta på dominus Campo, en abbot i klostret Farfa som antingen lät uppföra eller restaurera kyrkan under 900-talet. Enligt en annan teori kommer campo av att ett fält tidigare var beläget vid kyrkan.

## Kyrkans historia
Den medeltida kyrkan nämns i en bulla promulgerad av påve Urban III år 1186. 
Påve Urban VIII beordrade 1638 en tillbyggnad av Palazzo del Monte di Pietà, vilket innebar att den medeltida kyrkan revs. Året därpå fick arkitekten Francesco Peparelli i uppdrag att rita en ny kyrka och den uppfördes i närheten av den gamla. Till fasaden fann Peparelli inspiration i Giacomo della Portas fasad till Il Gesù.
Olika katolska organisationer innehade kyrkan under århundradena, men i slutet av 1800-talet förföll byggnaden och stängdes 1887. Kyrkan öppnades åter 1903.
Under slutet av 1960-talet användes kyrkan av Una Voce, en lekmannaorganisation som främjar den tridentinska mässan. Man lät restaurera kyrkan men lämnade den 1978. Under 1990-talet förföll kyrkan ånyo och övergavs, men en ny restaurering företogs och fullbordades 2008. Sedan dess disponeras kyrkobyggnaden av eritreansk-ortodoxa kyrkan.
Kyrkans fronton har en illa åtgången fresk föreställande Kristus.

## Konstverk i urval
- Anonym: Kristi förklaring (1600-tal) (kopia av Rafaels original från 1520)
- Anonym: Putto med Veronikas svetteduk
- Anonym: Madonnan och helgon (1700-tal)
- Anonym: Madonna della Neve (flyttad till Santa Maria in Traspontina 1887)

## Nollis Rom-karta

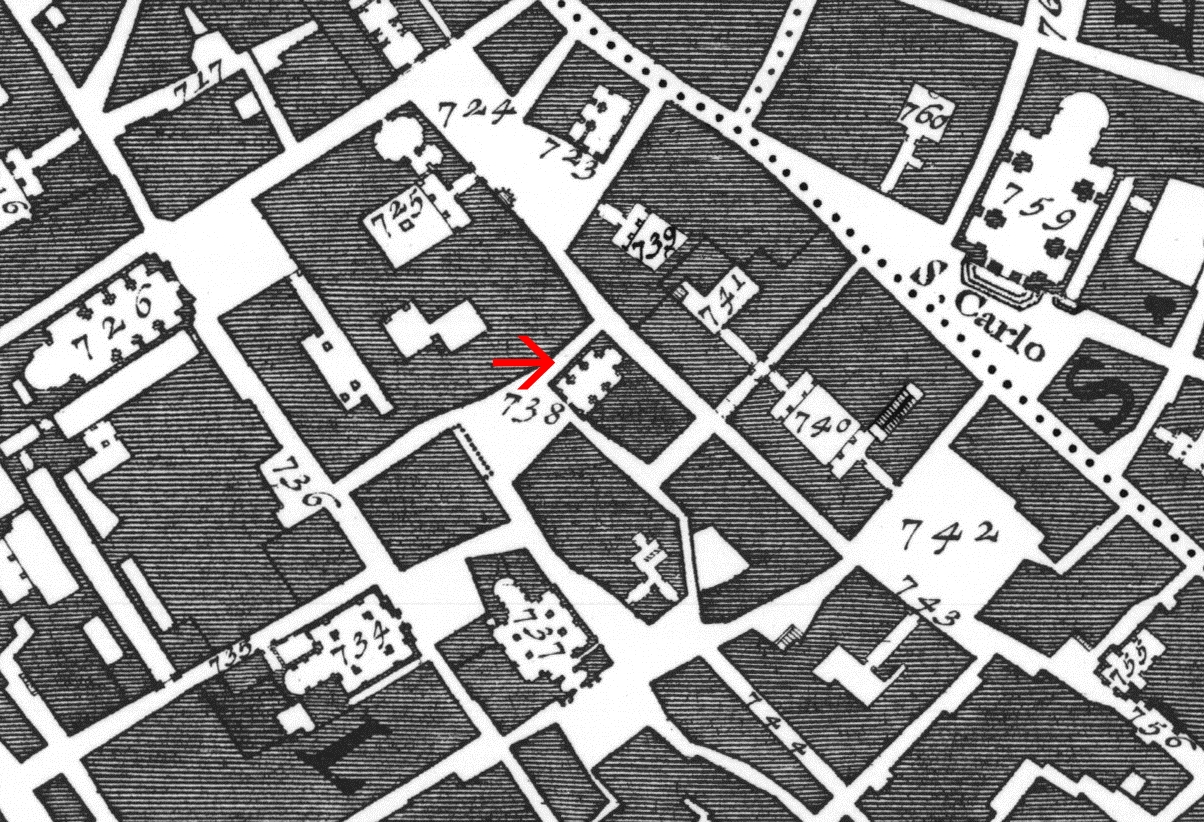
San Salvatore in Campo (nummer 738 vid den röda pilen) på Giovanni Battista Nollis Rom-karta från 1748. Nummer 759 anger kyrkan San Carlo ai Catinari.